# زارا، عشق چوپان
زارا یا زارا، عشق چوپان (به کردی: زارا: ئەوینی شوان) رمانی فارسی از محمّد قاضی است که اولین‌بار در سالِ ۱۳۱۹ به چاپ رسیده است. در دیگر چاپ‌های خود در سال ۱۳۶۹ توسط انتشارات هدایت در تهران در ۱۳۲ صفحه منتشر شد. این کتاب در چاپ دیگر خوددر سال ۱۳۷۸ توسط نشر ثالث تهران در ۱۲۰ صفحه به چاپ رسیده است.
داستان این رمانی عاشقانه، روایتی از عشق صادقانهٔ چوپانی به نام قادر به دختری به‌نام زارا است که مبتلا به بیماری جذام است. محمد قاضی در کنار رابطه و عشق میان این دو، زندگی و اوضاع سخت بیماران جذامی را نیز به تصویر می‌کشد. جغرافیای داستان این کتاب روستاهای کُردنشین مابین شهرهای بوکان و مهاباد در جنوب استان آذربایجان غربی است.

## سریال تلویزیونی زارا
سریال زارا به کارگردانی و تهیه کنندگی سید پیام حسینی که اقتباسی از رمان مرحوم محمد قاضی است در سال ۱۳۹۹ در روستای گرماش از توابع سنندج ساخته شده است، این سریال با بودجه شخصی ساخته شده است به نویسندگی سید پیام حسینی که در نوروز ۱۴۰۲ از شبکه سحر کوردی هر شب ساعت ۲۲:۳۰ دقیقه پخش می‌شود.
این رمان، توسط مترجمانی چون محمدرئوف مرادی، عزیز گردی، سبحان امینیو خالد عبداللهی به زبان‌های کردی مرکزی و کردی هورامی و توسط دو مترجم طاهر سرحدی و حمید گلپسندی، به‌طور مشترک به زبان انگلیسی ترجمه و در سال ۱۳۸۵ توسط انتشارات دانشگاه کردستان چاپ شده است.